# Weylsche Charakterformel
In der Mathematik ist die Weylsche Charakterformel oder Charakterformel von Weyl eine Formel zur Berechnung des Charakters einer Darstellung aus ihrem höchsten Gewicht.
Sie wurde 1926 von Hermann Weyl bewiesen und folgt auch aus dem Atiyah-Bott-Fixpunktsatz.

## Hintergrund
Es sei {\displaystyle G} eine kompakte Lie-Gruppe und {\displaystyle T\subset G} ein maximaler Torus. Ein Gewicht einer Darstellung {\displaystyle \rho \colon G\to \operatorname {GL} (n,\mathbb {C} )} ist eine Abbildung {\displaystyle \lambda \colon T\to C^{*}}, für die es Vektoren {\displaystyle v\not =0} mit {\displaystyle \rho (h)v=\lambda (h)v} für alle {\displaystyle h\in T} gibt.
Die Wahl einer Weyl-Kammer oder äquivalent eines Systems positiver Wurzeln {\displaystyle \Delta ^{+}} gibt eine Teilordnung auf den Gewichten, insbesondere kann man vom höchsten Gewicht einer Darstellung sprechen. Der Satz vom höchsten Gewicht besagt, dass es zu jedem {\displaystyle \lambda } mit {\displaystyle \lambda (\Delta ^{+})\subset \mathbb {N} } eine eindeutige irreduzible Darstellung mit höchstem Gewicht {\displaystyle \lambda } gibt, und dass jede irreduzible Darstellung auf diese Weise erhalten werden kann.
Insbesondere hängen die Charaktere einer Darstellung nur von ihrem höchsten Gewicht ab. Die Weylsche Charakterformel gibt eine explizite Beschreibung für diesen Zusammenhang.

## Formel
Sei {\displaystyle G} eine kompakte zusammenhängende Lie-Gruppe und {\displaystyle T\subset G} ein maximaler Torus. Für ein Wurzelsystem {\displaystyle \Delta } von {\displaystyle {\mathfrak {g}}_{\mathbb {C} }} seien {\displaystyle \Delta ^{+}} die positiven Wurzeln und {\displaystyle W=\left\{r_{\alpha }\colon \alpha \in \Delta \right\}} die Weyl-Gruppe.
Dann gilt für den Charakter {\displaystyle \chi _{\lambda }} einer irreduziblen Darstellung mit höchstem Gewicht {\displaystyle \lambda }
{\displaystyle \chi _{\lambda }(g)=\Theta _{\lambda }(g)}
für alle {\displaystyle g\in G}, wobei {\displaystyle \Theta _{\lambda }} die durch
{\displaystyle \Theta _{\lambda }(H)={\frac {\sum _{w\in W}\det(w)e^{w(\lambda +\rho )H}}{\Pi _{\alpha \in \Delta ^{+}}(e^{\alpha (H)/2}-e^{-\alpha (H)/2})}}}
für alle {\displaystyle H\in {\mathfrak {t}}} mit {\displaystyle \alpha (H)\not \in 2\pi i\mathbb {Z} \ \forall \alpha \in \Delta } eindeutig festgelegte glatte Klassenfunktion {\displaystyle \Theta _{\lambda }\colon G^{reg}\to \mathbb {C} } ist.